# 조상근
조상근(1986년 ~ )은 대한민국의 배우이자 모델이다.

## 출연작

### 영화
- 《줌 피시 월드》 (2013년) - 에로물남 역
- 《굿바이 마이 스마일》 (2011년)
- 《이것이 사랑이다》 (2009년)
- 《4교시 추리영역》 (2009년) - 문제아 김태규 역

### 드라마
- 《오늘부터 하모니》 (2015년, 웹드라마) - 조연출 역
- 《누나의 3월》 (2010년, MBC) - 허양철 역